# Saori Ishioka
Saori Ishioka (石岡 沙織, Ishioka Saori), née le 19 septembre 1987 dans la  préfecture de Hiroshima au Japon, est une pratiquante de MMA japonaise.

## Palmarès en MMA
| 21 combats     | 13 victoires | 8 défaites |
| Par KO         | 1            | 0          |
| Par soumission | 7            | 3          |
| Sur décision   | 5            | 5          |

| Résultat | Record | Adversaire        | Méthode                            | Événement                                                   | Date             | Round | Temps | Lieu         | Notes                                                                    |
| -------- | ------ | ----------------- | ---------------------------------- | ----------------------------------------------------------- | ---------------- | ----- | ----- | ------------ | ------------------------------------------------------------------------ |
| Défaite  | 13-8   | Seohee Ham        | Soumission (clé de bras)           | Deep: Jewels 6                                              | 3 novembre 2014  | 2     | 2:43  | Tokyo, Japon |                                                                          |
| Victoire | 13-7   | Satomi Takano     | Soumission technique (clé de bras) | Deep: Jewels 4                                              | 18 mai 2014      | 1     | 4:44  | Tokyo, Japon |                                                                          |
| Victoire | 12-7   | Tomomi Sunaba     | Soumission (clé de bras)           | Pancrase: Progress Tour 3                                   | 11 mars 2012     | 2     | 1:04  | Tokyo, Japon |                                                                          |
| Défaite  | 11-7   | Yuka Tsuji        | Décision unanime                   | Jewels: 15th Ring                                           | 9 juillet 2011   | 2     | 5:00  | Tokyo, Japon |                                                                          |
| Défaite  | 11-6   | Seohee Ham        | Décision unanime                   | Deep: 52 Impact                                             | 25 février 2011  | 2     | 5:00  | Tokyo, Japon |                                                                          |
| Victoire | 11-5   | Yuko Oya          | Soumission (clé de bras)           | Jewels: 11th Ring                                           | 17 décembre 2010 | 1     | 2:14  | Tokyo, Japon | Réserve du tournoi Jewels Lightweight Queen                              |
| Victoire | 10-5   | Celine Haga       | Décision unanime                   | Jewels: 10th Ring                                           | 10 octobre 2010  | 2     | 5:00  | Tokyo, Japon |                                                                          |
| Défaite  | 9-5    | Sakura Nomura     | Décision unanime                   | Jewels: 9th Ring                                            | 31 juillet 2010  | 2     | 5:00  | Tokyo, Japon | Premier tour du tournoi Jewels Lightweight Queen                         |
| Victoire | 9-4    | Mai Ichii         | Soumission (clé de bras)           | Jewels: 8th Ring                                            | 23 mai 2010      | 2     | 2:41  | Tokyo, Japon |                                                                          |
| Victoire | 8-4    | Sally Krumdiack   | Soumission technique (clé de bras) | Jewels: 6th Ring                                            | 11 décembre 2009 | 1     | 2:45  | Tokyo, Japon |                                                                          |
| Défaite  | 7-4    | Megumi Fujii      | Soumission (clé de bras)           | Jewels: 4th Ring                                            | 11 juillet 2009  | 2     | 4:17  | Tokyo, Japon |                                                                          |
| Victoire | 7-3    | Hanako Kobayashi  | TKO (coups de poing)               | Jewels: 2nd Ring                                            | 4 février 2009   | 1     | 2:20  | Tokyo, Japon |                                                                          |
| Victoire | 6-3    | Mika Nagano       | Décision unanime                   | Jewels: First Ring                                          | 16 novembre 2008 | 2     | 5:00  | Tokyo, Japon |                                                                          |
| Victoire | 5-3    | Harumi Harumi     | Soumission (clé de bras)           | Kingdom of Grapple: Summerfest 2008                         | 6 août 2008      | 1     | 2:45  | Tokyo, Japon |                                                                          |
| Défaite  | 4-3    | Seohee Ham        | Décision unanime                   | Smackgirl: World ReMix Tournament 2008 - Opening Round      | 14 février 2008  | 2     | 5:00  | Tokyo, Japon | Premier tour des poids légers du Tournoi Smackgirl World ReMix 2008      |
| Victoire | 4-2    | Thricia Poovey    | Soumission (clé de bras)           | Smackgirl: Starting Over                                    | 26 décembre 2007 | 1     | 4:18  | Tokyo, Japon |                                                                          |
| Victoire | 3-2    | Miyuki Ariga      | Décision unanime                   | Kingdom of Grapple: Live 2007                               | 25 novembre 2007 | 2     | 5:00  | Tokyo, Japon | Règles de combat spéciales                                               |
| Victoire | 2-2    | Masako Yoshida    | Décision unanime                   | Smackgirl 2007: Queens' Hottest Summer                      | 6 septembre 2007 | 2     | 5:00  | Tokyo, Japon |                                                                          |
| Défaite  | 1-2    | Mei Yamaguchi     | Soumission (clé de genou)          | Smackgirl: The Next Cinderella Tournament 2007 Second Stage | 19 mai 2007      | 2     | 1:24  | Tokyo, Japon | Demi-finale du tournoi poids légers Smackgirl The Next Cinderella 2007.  |
| Victoire | 1-1    | Yoko Oyama        | Décision unanime                   | Smackgirl: The Dance of the Taisho Romance                  | 28 avril 2007    | 2     | 5:00  | Osaka, Japon | Premier tour du tournoi poids légers Smackgirl The Next Cinderella 2007. |
| Défaite  | 0-1    | Kyoko Takabayashi | Décision unanime                   | Smackgirl: The Next Cinderella Tournament 2007 First Stage  | 11 mars 2007     | 2     | 5:00  | Tokyo, Japon |                                                                          |